# Skulpturenmeile Mannheim

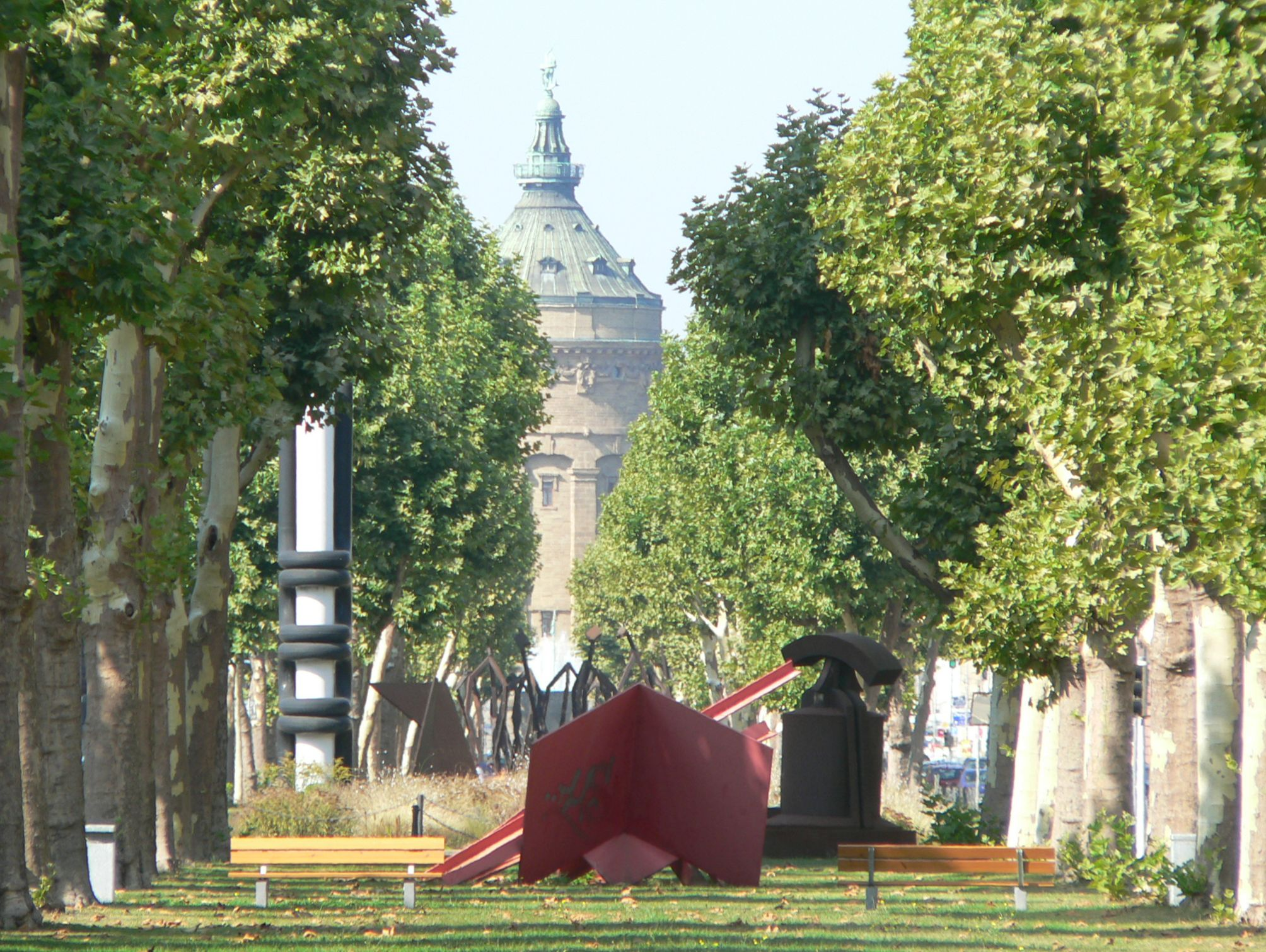
Die Mannheimer Augustaanlage mit den Skulpturen Großer Bug 2 (Mitte), Mount Palomar (rechts), Ohne Titel (Turm) (links) und Eisenspiel für Mannheim (Mitte); im Hintergrund der Mannheimer Wasserturm

Die Skulpturenmeile Mannheim ist ein Skulpturenweg in der Innenstadt von Mannheim (Baden-Württemberg) entlang der Augustaanlage.

## Kulturmeile Mannheim
Der Skulpturenweg ist ein Teil der Kulturmeile Mannheim entlang des Technoseum, Planetarium Mannheim, Kunstverein, Nationaltheater, Kongresszentrum Rosengarten, der Kunsthalle Mannheim mit dem Skulpturengarten der Kunsthalle Mannheim, Staatliche Hochschule für Musik und Darstellende Kunst Mannheim, Stadtbibliothek, des Stadthauses N 1, der Hochschule Mannheim, Städtischen Musikschule und der Reiss-Engelhorn-Museen.
Entlang des Skulpturenwegs ist seit 1994 eine Sammlung von mehr als 60 moderner und aktueller Werke (darunter einige Leihgaben) der deutschen und internationalen Bildhauerei entstanden, die verschiedene Strömungen der aktuellen Bildhauerei repräsentieren.

## Sammlung (Auswahl)
| Bild | Künstler / Künstlerin | Titel / Jahr / Anmerkungen |
| ---- | --------------------- | --- |
|      | Franz Bernhard        | Die Große Mannheimerin oder Der tanzende Riese 1993 Die annähernd 13 Meter hohe Plastik ist der Anfang und das Logo der Kunstmeile. |
|      | Mark di Suvero        | Spring Rain 1992 Stahl Die Stahlskulptur vor dem Technoseum besteht aus signalroten Stahlträgern. |
|      | Günter Wagner         | Dynamisches Rechteck 1994 Stahl Diese Skulptur ist aus 6 cm starken, rechteckigen Cortenstahl gefertigt, der mit zertrennt und in der Mitte wieder zusammengeschweißt wurde. So entsteht der Eindruck, dass das Rechteck nur oben und unten eingeschnitten und mittig auseinander gebogen worden wäre. |
|      | Andreas Mader         | Im Anfang ... 2000 Stahl, Holz Zwei Tafeln der Großplastik sind von Holzstücken durchdrungen, die die ersten Sätze des Johannes-Evangeliums, „Im Anfang war das Wort.....“, verschlüsselt wiedergeben. |
|      | Reinhard Scherer      | Gestütztes Gefüge 1992 Eisen Diese Skulptur steht direkt vor dem Mannheimer Kunstverein. |
|      | Hans Nagel            | Ohne Titel (Turm) 1972 Polyester und PVC |
|      | Klaus Duschat         | Mount Palomar 1993 Stahl Diese Skulptur steht heute als Leihgabe im Skulpturenpark Heidelberg. |
|      | Mo Edoga              | Himmelskugel Treibholz Nach dem Tod des Künstlers ergab eine Prüfung durch das Rechtsamt, dass die Stadt Mannheim nie Eigentümerin der „Himmelskugel“ war. Die Hinterbliebenen lehnten den Abbau der Kugel ab. Es sei im Gedanken des Künstlers, zu sehen, wie sich die Himmelskugel „weiterentwickelt“. |
|      | Robert Schad          | Eisenspiel für Mannheim 1993 Vierkant-Baustahl |
|      | Christoph Freimann    | Großer Bug 2 1986/1987 Stahl, lackiert Diese Skulptur kam als Leihgabe des Landes Baden-Württemberg und der Kunsthalle Mannheim im Jahr 2011 an den Skulpturenpark Heidelberg. |
|      | Amadeo Gabino         | Hommage à Friedrich Schiller 1992 Stahl 2008 wurde diese Skulptur als Leihgabe im Skulpturenpark Heidelberg aufgestellt. |
|      | Max Laeuger           | Carl Benz-Denkmal 1933 Kalkstein Das Carl Benz-Denkmal erinnert an die Erfindung des Automobils durch den Mannheimer Carl Benz. Die Vorderseite des Denkmals zeigt das Relief eines Mannes im Arbeitskittel, der vor dem ersten Automobil steht. Das Denkmal ist eines der ersten, das für einen Techniker aufgestellt wurde. |
|      | Max Laeuger           | Carl Benz-Denkmal 2008 Bronze Diese Bronzenachbildung des ersten Automobils wurde nur wenige Meter vom Carl Benz-Denkmal als Geschenk der Daimler AG (heute Mercedes-Benz Group) aufgestellt. |
|      | Morice Lipsi          | La Roue / Das Rad 1960 Stein Die Stadt Mannheim kaufte das so genannte Lipsi-Rad 1964. 1965 wurde es an der Carl-Diem-Halle aufgestellt und bekam den Spitznamen „Mühlrad“. Vier Jahre später fuhr es ein Lastwagenfahrer um. Seitdem hat das Rad Bruchstellen. Nach der Reparatur wurde das Rad an der Kunsthalle aufgestellt. 1975 bekam es seinen heutigen Platz. Das Rad erinnert an Karl von Drais, Carl Benz und Heinrich Lanz, die in Mannheim das Fahrrad, das Auto und den Traktor erfanden. |
|      | André Volten          | Luftbrunnen 1973/1974 Edelstahl 24 hohle Röhren ragen beim Kongresszentrum Rosengarten aus einem Bodengitter in 2,70 Meter Höhe. Sie saugen die Umgebungsluft an und versorgen den Rosengarten mit Frischluft, die gefiltert über die Klimaanlage ins Innere des Kongresszentrums gelangt. |